# Studenten-Marsch
Studenten-Marsch, op. 56, är en marsch av Johann Strauss den yngre från 1848. Den spelades (förmodligen) den första gången 3 juni 1848 i Wien.

## Historia
När revolutionen nådde Wien den 13 mars 1848 var Johann Strauss den yngre fortfarande på sin orkesterturné i Bukarest. Ett andra våldsamt uppror i maj sammanföll med hans återkomst till Wien. Till skillnad från fadern Johann Strauss den äldre sympatiserade Strauss d.y. med studenterna och den revolutionära rörelsen. Han komponerade flera verk med passande titlar och en av dessa var Siegesmarsch der Revolution (Revolutionens segermarsch) senare omdöpt till Revolutions-Marsch.
Den 5 juni 1848 publicerade redaktören för tidning Die Constituion och tillika talesmannen för revolutionärerna, Leopold Häfner, ett brev som Johann Strauss den yngre hade skrivit till honom två dagar tidigare: 
"Jag accepterade med stor glädje den önskan från flera av herrar studenter att tonsätta 'Freiheitslied' av juridikdoktorn H. Hirschfeldt som en studentmarsch; Jag blev särdeles nöjd därför att alltsedan jag återkom till mitt befriade land … har jag tänkt att uttrycka min beundran och respekt för studenterna, våra frihetskämpar, genom att ge dem en konsert med min orkester i kväll klockan 10 utanför universitetet. Sångarna vid Nationaltheater har beredvilligt gått med på att framföra 'Freiheitslied'...".
Flera tidningar bekräftar att konserten gavs på kvällen den 3 juni. Ingen nämner dock varken att den utlovade Studenten-Marsch framfördes eller någon medverkan av sångarkören. Trots att texten för den tiden ansågs revolutionär och att marschen var Strauss mest aktiva bidrag till revolutionen 1848, ansågs den uppenbarligen vara så lite "revolutionär" att, trots att tillstånd av krigslagar rådde, den kunde publiceras i mars 1849. Strauss Studenten-Marsch var inte det verk som den unge författaren och musikkritikern Eduard Hanslick hade hoppats på när han den 3 september 1848 beklagade sig i Wiener Zeitung: "Den 13 mars törstade efter en Marseljäsen. En tysk Marseljäsen. Det är beklagansvärt att Österrikes kompositörsmusa inte har skänkt oss en enda äkta frihetskör eller marsch".
Marschens ursprungliga version är förkommen. Dagens version bygger på ett arrangemang för militärorkester. 

## Om marschen
Speltiden är ca 2 minuter och 4 sekunder plus minus några sekunder beroende på dirigentens musikaliska tolkning.

## Weblänkar
- Dynastin Strauss 1848 med kommentarer om Studenten-Marsch.
- Studenten-Marsch i Naxos-utgåvan.